# Sukarapih (Tambelang)
Sukarapih is een bestuurslaag in het regentschap Bekasi van de provincie West-Java, Indonesië. Sukarapih telt 6847 inwoners (volkstelling 2010).